# Матті Райвіо
Матті Райвіо (22 лютого 1893 — 25 травня 1957) — фінський лижник, який виграв змагання на дистанціях 30 км і 50 км на Чемпіонаті світу з лижних видів спорту FIS 1926 року. На Зимових
Олімпійських іграх 1924 року він посів сьоме місце в забігах на 18 і 50 км. Він відмовився від змагань на 50 км на зимових Олімпійських іграх 1928 року.

## Результати з лижних гонок'
Усі результати отримано від Міжнародної федерації лижного спорту (FIS).

### Олімпійські ігри
| Рік  | Вік | 18 км | 50 км |
| ---- | --- | ----- | ----- |
| 1924 | 30  | 7     | 7     |
| 1928 | 34  | —     | DNF   |
|      |     |       |       |

### Чемпіонат світу
- 2 медалі — (2 золоті)

| Рік  | Вік | 30 км  | 50 km  |
| ---- | --- | ------ | ------ |
| 1926 | 32  | Золота | Золота |